# Samba Thiago Ndiaye
Samba Thiago Ndiaye (19 de abril de 1998, Thies, Senegal) es un jugador de baloncesto senegalés, que juega en la posición de pívot en los USC Aiken Pacers.

## Características como jugador
Posee grandes condiciones físicas. Es un jugador rápido, capaz de realizar varios esfuerzos seguidos y con facilidad para intimidar y correr el contraataque. Tiene gran capacidad para rebotear. Defensivamente es muy difícil de superar debido a su explosividad.

## Trayectoria deportiva

### Real Madrid
Samba Thiago llegó al Real Madrid en septiembre de 2012. La temporada 2015/16, el pívot formó parte del histórico equipo junior que se proclamó campeón del Torneo de L'Hospitalet, Campeonato de España y Adidas Next Generation Tournament. Además, Thiago fue elegido en el Mejor Quinteto del Torneo de L'Hospitalet.
Compaginó sus partidos en el conjunto junior con los de Liga EBA, donde promedió 2,3 puntos, 4,3 rebotes y 3 de valoración en los 11 minutos de media que disputó[cita requerida].
El 6 de diciembre de 2015, con sólo 17 años, debutó en la Liga ACB con el primer equipo del Real Madrid ante el UCAM Murcia, a 1:43 para el final del partido. En total, Samba Thiago disputa 5 partidos con el primer equipo.

### Sunrise Christian Academy
En la temporada 2016/17, Samba se une a la Sunrise Christian Academy, en Wichita (Kansas), donde completa sus estudios preuniversitarios, promediando 7 puntos, 5 rebotes y 2 tapones.

### College of Charleston
El 18 de noviembre de 2017, debuta con el equipo universitario del College of Charleston, donde compite hasta la temporada 2020/21.

### USC Aiken Pacers
Desde la temporada 2021/22, Samba forma parte de los USC Aiken Pacers.

## Palmarés

### Real Madrid (categorías inferiores)
- 2012-13. Real Madrid. Torneo de L'Hospitalet. Subcampeón
- 2014. Comunidad de Madrid. Campeonato de España Cadete de Selecciones Autonómicas. Campeón
- 2013-14. Real Madrid. Nike International Junior Tournament. Subcampeón
- 2013-14. Real Madrid. Campeonato de España Cadete. Subcampeón
- 2014-15. Real Madrid. Torneo de L'Hospitalet. Campeón
- 2014-15. Real Madrid. Campeonato de España Junior. Campeón
- 2014-15. Real Madrid. Adidas Next Generation Tournament. Campeón

### Logros individuales
- 2014-15. Real Madrid. Torneo de L'Hospitalet. Mejor quinteto.